# Urophycis
Urophycis is een geslacht van straalvinnige vissen uit de familie van Oost-Atlantische gaffelkabeljauwen (Phycidae). Het geslacht is voor het eerst wetenschappelijk beschreven in 1864 door Gill.

## Soorten
- Urophycis brasiliensis Kaup, 1858 Braziliaanse gaffelkabeljauw
- Urophycis chuss Walbaum, 1792 Atlantische gaffelkabeljauw
- Urophycis cirrata Goode & Bean, 1896
- Urophycis earllii Bean, 1880
- Urophycis floridana Bean & Dresel, 1884
- Urophycis mystacea Miranda-Ribeiro, 1903
- Urophycis regia Walbaum, 1792
- Urophycis tenuis Mitchill, 1814 Witte heek